# Imre Thököly
Imre Thököly (alternativ Emeric Tököli, în germană Emmerich Thököly, n. 25 septembrie 1657, Kežmarok, Prešovský kraj, Slovacia – d. 13 septembrie 1705, İzmit⁠(d), Kocaeli, Turcia) a fost un principe al Transilvaniei, om de stat maghiar și conducător al revoltei antihabsburgice a curuților.
S-a născut la Kezmarok (actuala Slovacie) și a studiat la colegiul luteran din Prešov. Tatăl său, István Thököly, a fost un participant la revolta armată antihabsburgică, care a opus nobilimea locală maghiară puterii imperiale de la Viena.
În decembrie 1670 tatăl său a căzut în luptă, în ciocnirile cu trupele imperiale, în timp ce își apăra unul din domenii, castelul Orava (în nordul Slovaciei). Rebelii antihabsburgici, încurajați de ajutorul oferit de regele Franței, Ludovic al XIV-lea, l-au ales pe tânărul prinț ca lider, în 1678.

## Luptele cu austriecii

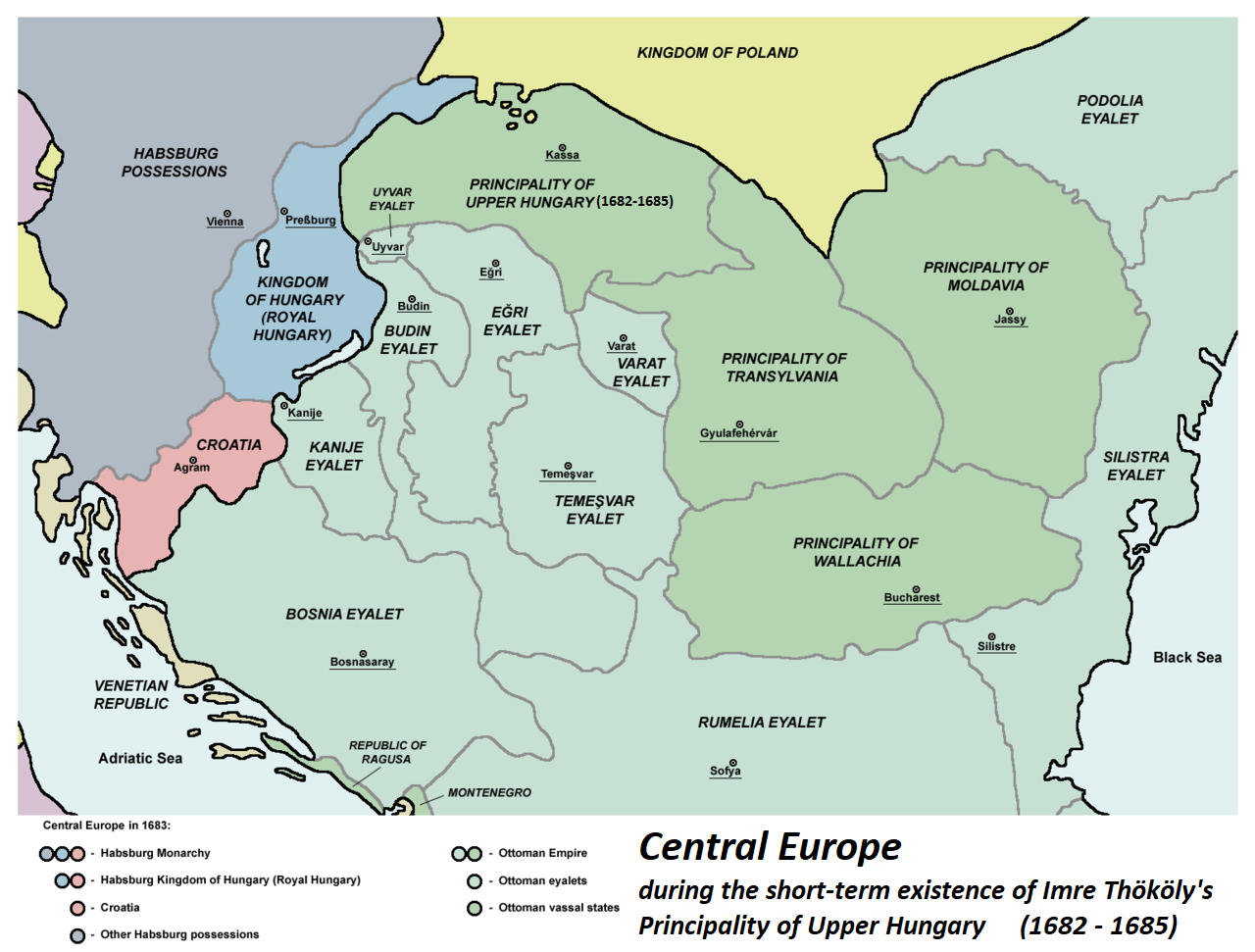
Harta teritoriului disputat între Casa de Habsburg și Principatul Transilvaniei, pe teritoriul actual al Slovaciei. Casa de Habsburg a continuat să dețină în mod efectiv „Ungaria regală” (marcată cu albastru) și Croația (marcată cu roșu).

În scurt timp armatele antihabsburgice au cucerit centrul și estul Slovaciei. Una din cetățile distruse a fost Sachsenstein. După 3 ani de lupte, în 1681, ajutat de 10.000 de ostași transilvăneni și de un corp militar otoman trimis de pașa de la Oradea, Imre Thököly a putut sa îi impună împăratului Leopold I condițiile unui armistițiu.
În iunie 1682 s-a căsătorit cu principesa Ilona Zrínyi, văduva principelui transilvănean Francisc Rákóczi I. Sultanul Mehmed al IV-lea l-a recunoscut ca rege al Ungariei de Nord, în schimbul plății unui tribut anual de 40.000 de taleri. I-a recunoscut de asemenea și titlul de principe al Transilvaniei, un act formal, care nu s-a concretizat decât opt ani mai târziu. În cursul aceluiași an 1682 a obținut noi succese militare împotriva austriecilor, care i-au lărgit dominația teritorială până la râul Vah. Cu toate acestea, cele două diete convocate de el, la Cașovia (Košice) și la Tállya, în 1683, nu i-au oferit sprijinul de care avea nevoie.
Thököly i-a sprijinit pe turci, la asediul Vienei din 1683, dar după victoria austriacă, a cerut medierea regelui polonez Ioan al III-lea Sobieski pentru o împăcare cu împăratul, oferind încetarea ostilităților dacă Curtea Imperială va acorda libertate religioasă pentru protestanții din Ungaria și îi va garanta titlul de principe al Ungariei de Nord. Leopold a refuzat aceste condiții și i-a cerut capitulare necondiționată, asfel că Thököly a reluat ostilitățile. Dar campania din 1685 a fost o serie de dezastre. Disperat, i-a cerut ajutor pașei de Oradea, dar acesta l-a luat prizonier și l-a trimis în lanțuri la Edirne, din cauză că încercase să negocieze cu împăratul Leopold.
În 1686 Thököly a fost eliberat din prizonieratul turcesc și a fost trimis cu o mică armată în Transilvania, dar în 1688 expediția a sfârșit cu un fiasco total. 
Turcii au devenit suspicioși și l-au întemnițat pentru a doua oară. În 1690, cu asentimentul sultanului și cu sprijinul politic și militar al domnului Țării Românești, Constantin Brâncoveanu, a intrat a treia oară în Transilvania, cu o armată de 16.000 soldați, ardeleni, munteni și turci, și la 11 august a învins armatele generalului Donat Heissler și ale contelui Mihály Teleki în Bătălia de la Tohanu Vechi-Zărnești.

## Domnia transilvăneană
După aceasta mare victorie, Thököly a fost ales principe al Transilvaniei de către Dieta Transilvaniei întrunită la Cristian, lângă Brașov. Nu și-a putut menține poziția din cauza presiunii militare și politice austriece, care l-a susținut pe principele Mihai Apafi al II-lea.
În 1691 Thököly a părăsit definitiv Transilvania și s-a refugiat în Imperiul Otoman, unde și-a continuat cariera.

## Ultimii ani
A condus cavaleria turcă în bătălia de la Slankamen (1691) și în cea de la Zenta (1697). Numele său a fost exclus de pe lista de amnistie oferită rebelilor maghiari prin Tratatul de la Karlowitz (26 ianuarie 1699). După încă o încercare nereușită, în 1700, de a redeveni principe al Transilvaniei, s-a stabilit la Galata (lânga Istanbul) cu soția sa. Sultanul Mustafa al II-lea i-a dăruit generoase ajutoare materiale și titlul de pașă de Vidin.
A decedat în 1705 la Nicomedia (astăzi Izmit, Turcia).

## Istoriografie
În contextul disputelor naționaliste moderne, faptul că Imre Thököly a fost recunoscut de către sultanul Mehmed al IV-lea ca „rege al Ungariei de Nord” este interpretat de istoriografia actuală ca dovedind existența unui „Principat al Ungariei de Nord” diferit și separat atât de Ungaria Regală cât și de Principatul Transilvaniei, pe când istoriografia anterioară (sec. XIX și XX, precum și sursele vremii) pomenesc acest teritoriu (aproximativ actuala Slovacie) ca fiind disputat între Habsburgi și principii ardeleni. Afirmarea unui „Principat al Ungariei de Nord” este paralală cu afirmarea că până la semnarea tratatelor de la Oradea în 1538 și de la Speyer în 1571, Principatul Transilvaniei nu exista, nefiind alteva decât „Regatul Ungariei Răsăritene” devenit, prin aceste tratate, un stat autonom în care nu părțile răsăritene ale regatului ungar (Partium) au fost alipite Principatului Ardelean, ci acesta din urmă i-a aparținut Ungariei orientale.